# Alicia Warrington
Pour les articles homonymes, voir Warrington.
Alicia Warrington (née le 30 août 1980 à Saginaw (Michigan))  est une musicienne professionnelle et une annonceuse de ring afro-américaine. Elle travaille actuellement à la World Wrestling Entertainment, dans la division NXT, sous le nom d'Alicia Taylor.

## Biographie
Alicia Warrington naît le 30 août 1980 à Saginaw, dans le Michigan. Elle grandit partagée entre deux ambitions : être batteuse ou lutteuse professionnelle,.
Musicienne, elle a notamment joué de la batterie pour Kelly Osbourne (2002-2005), Lillix (2005-2006) Hannah Montana (2006-2007) et Uh Huh Her (2006-2007),.
En 2008 avec Marlene Hammerle, elle forme le groupe All-Girls Boy Choir.

### Entrevues
- Interview sur DrummerGirl.com
- Interview sur Eldi's Interviews